# Список дружин римських імператорів
Список охоплює дружин римських імператорів, включаючи жінок, з якими вони були одружені до отримання титулу. Бірюзовим кольором виділені жінки, шлюб з якими тривав під час імператорського правління; білим — під час простого цивільного життя. Дружини претендентів і самозванців, які не мали значення в історії Риму, не враховуються. Не всіх зображення збереглися, у багатьох випадках використовуються вигадані профільні зображення з ренесансної книги «Promptuarii Iconum Insigniorum».

## Прінціпат

### Юлії-Клавдії
| Портрет | Ім'я                                    | Роки життя                           | Чоловік-імператор               | Дати шлюбу                             | Діти                                       | Примітки |
| ------- | --------------------------------------- | ------------------------------------ | ------------------------------- | -------------------------------------- | ------------------------------------------ | --- |
|         | Корнелія                                | 98 — 69 роки до н. е.                | Гай Юлій Цезар (1)              | 84 році до н. е. — 69 роки до н. е.    | Юлія Цезар                                 | Прородня смерть. |
|         | Помпея                                  | 89 до н. е. —після 61 до н. е.       | Гай Юлій Цезар (1)              | 67 року до н. е.—62 року до н. е.      | немає                                      | Розлучення через зраду. |
|         | Кальпурнія                              | 75 році до н. е. — ?                 | Гай Юлій Цезар (1)              | 59 р. до н.е. — 15 березня 44 до н. е. | немає                                      | Вдова після смерті імператора. |
|         | Клавдія Пульхра Clodia Pulchra          | близ. 54 до н. е. — ?                | Октавіан Август (1)             | 43 до н. е. або 41 до н. е.            | немає                                      | Розлучення з політичних поглядів. |
|         | Скрибонія Лібона Scribonia Libo         | близ. 70 до н. е. — 16 н. е.         | Октавіан Август (2)             | 40 до н. е. — 39 до н. е.              | Юлія Старша                                | Розлучення зразу після народження доньки заради нового шлюбу Октавіана. Всього була в шлюбі чотири рази, Октавіан — її 3-й чоловік.                           |
|         | Лівія Друзілла Livia Drusilla           | 58 до н. е. — 29 н. е.               | Імператор Октавіан Август (3)   | 38 до н. е. — 14 р.                    | усиновлені імператором: Тиберій, Друз      | 2-й брак. Вдова після смерті імператора. Обожествлена своїм онуком імператором Клавдієм.                                                                      |
|         | Віпсанія Агріппіна Vipsania Agrippina   | 36 до н. е. — 20 н. е.               | Тиберій (1)                     | 20 до н. е. — 12 до н. е               | Юлій Цезар Друз                            | Розлучення за наказом Августа. Потім 2-й шлюб. |
|         | Юлія Старша Julia Caesaris filia        | 39 до н. е. — 14 н. е.               | Тиберій (2)                     | 12 до н. е. — 2 н. е.                  | Клавдій Нерон                              | Дочка імператора Августа. Розлучення через зраду Юлії, заслання.                                                                                              |
|         | Юнія Клавділла Junia Claudilla          | 17 — близ. 34/36/37 рр. н. е.        | Калігула (1)                    | 33-34/36/37 рр.                        | немає                                      | Померла при пологах |
|         | Лівія Орестілла Livia Orestilla         | близ. 20 — не раніше 40              | імператор Калігула (2)          | 38 р                                   | немає                                      | 1-дненний шлюб: Калігула забрав наречену з чужого весілля, розлучив її, одружився і через день розлучився.                                                    |
|         | Лоллія Пауліна Lollia Paulina           | близ. 15 — 49 р.                     | імператор Калігула (3)          | 38 р.                                  | немає                                      | Калігула розлучив її з 1-м чоловіком. Через півроку розлучився з нею сам, звинувативши в бездітності.                                                         |
|         | Мілонія Цезонія Milonia Caesonia        | близ. 5 — 24 січня 41                | імператор Калігула (4)          | 40—41 рр. н. е.                        | Юлія Друзілла                              | Калігула розлучив її з 1-м чоловіком. Була його багаторічною коханкою, одружилася з ним після народження від нього дитину. Вбита разом з ними обома.          |
|         | Плавція Ургуланілла Plavtia Urgulanilla | близ. 3 до н. е. — після 26          | Клавдій (1)                     | 9/11—24 рр. н. е.                      | Клавдій Друз, Клавдія (можл. — позашлюбна) | Розлучення через подружню зраду. |
|         | Елія Петіна Aelia Paetina               | близ. 8 — після 48                   | Клавдій (2)                     | 28—31 рр. н. е.                        | Клавдія Антонія                            | Розлучення через політичні погляди. |
|         | Валерія Мессаліна Valeria Messalina     | близ. 17/20 — 48                     | Клавдій, ставший імператором(3) | 38—48 рр.                              | Клавдія Октавія, Британнік                 | Належала до імператорської сім'ї. Страчена за перелюб. |
|         | Агріппіна Молодша Agrippina Minor       | 6 листопада 15 — близ. 20 березня 59 | імператор Клавдій (4)           | 49—54                                  | всиновлений імператором: Нерон             | Племінниця імператора Клавдія. 2-й шлюб. Вдова після смерті імператора.                                                                                       |
|         | Клавдія Октавія Claudia Octavia         | 42 — 9 червня 62                     | Нерон, ставший імператором (1)  | 53 — 62                                | немає                                      | Дочка імператора Клавдія. Розлучення за звинуваченням в бездітності заради нового весілля Нерона. Заслана та заморена.                                        |
|         | Поппея Сабіна Poppeia Sabina            | 30 — 65                              | імператор Нерон (2)             | 62 — 65                                | Клавдія Августа                            | Нерон розлучив її з Отоном, майбутнім імператором. 3-й шлюб. Під час другої вагітності отримала от Нерона удар ногою в живіт і померла. Обожествлена Нероном. |
|         | Стацілія Мессаліна Statilia Messalina   | близ. 35 — не раніше 75              | імператор Нерон (3)             | 66 — 68                                | немає                                      | 5-й шлюб. Вдова після смерті імператора |

### Рік чотирьох імператорів
| Портрет | Ім'я                            | Роки життя          | Чоловік-імператор              | Дати шлюбу | діти                          | Примітка                                                                      |
| ------- | ------------------------------- | ------------------- | ------------------------------ | ---------- | ----------------------------- | ----------------------------------------------------------------------------- |
|         | Емілія Лепіда Aemilia Lepida    | 1 століття н. е.    | Гальба                         |            | два сини, померли в дитинстві | Померла молодою.                                                              |
|         | Поппея Сабіна Poppeia Sabina    | 30 — 65             | Отон                           | 58-62      |                               | 2-й шлюб. Потім Нерон розлучив її з Отоном, одружився з нею і випадково вбив. |
|         | Петронія Petronia               |                     | Вітеллій (1)                   | до 40      | Вітеллій Петроніан            | Розлучення                                                                    |
|         | Галерія Фундана Galeria Fundana | близ. 40 — після 69 | Вітеллій, згодом імператор (2) | близ. 50   | Вітеллій Германік, Вітелля    | Напевне, овдовіла після смерті імператора                                     |

### Флавії
| Портрет | Ім'я                                    | Роки життя      | Чоловік-імператор          | Дати шлюбу | Діти                                                                | Примітка |
| ------- | --------------------------------------- | --------------- | -------------------------- | ---------- | ------------------------------------------------------------------- | --- |
|         | Флавія Доміцилла Flavia Domitilla Major | пом. до 69      | Веспасіан                  |            | Тит Флавій Веспасіан, Тит Флавій Доміціан, Флавія Домицилли Молодша | Померла. |
|         | Арреціна Тертулл Arrecina Tertulla      | 1 століття      | Тит (1)                    | 62-63      | не було                                                             | Померла. |
|         | Марція Фурнілла Marcia Furnilla         | 1 століття      | Тит (2)                    | 63-65      | Юлія Флавія                                                         | Розлучення з політичних міркувань. |
|         | Доміція Лонгіна Domitia Longina         | 50/55 — 126/130 | Доміціан, згодом імператор | 70-96      | 1 син, який помер в дитинстві                                       | 2-й шлюб. У 83 році імператор вигнав її через зраду (і дав за деякими джерелами розлучення), але наступного року вона повернулася до палацу. За деякими вказівками, брала участь у змові, яка призвела до смерті чоловіка. Після цього овдовіла. |

### Антоніни
| Портрет | Ім'я                                                                          | Роки життя            | Чоловік-імператор                         | Дати шлюбу  | Діти | Примітка |
| ------- | ----------------------------------------------------------------------------- | --------------------- | ----------------------------------------- | ----------- | --- | --- |
|         | Помпея Гребля Pompeia Plotina                                                 | пом. 121/122          | Траян, згодом імператор                   |             | немає | Овдовіла після смерті чоловіка. посилання= Обожнена.                                                                                          |
|         | Вібія Сабіна Vibia Sabina                                                     | облиз. 85-136 / 7 рр. | Адріан, згодом імператор                  | 100-136 / 7 | немає | Внучата племінниця імператора Траяна. Померла на рік раніше за чоловіка. посилання= Обожнена.                                                 |
|         | Фаустіна Старша Аннія Галерія Фаустіна Faustina Major, Annia Galeria Faustina | близ.100-141          | Антонін Пій, згодом імператор             | 110/5       | Фаустина Молодша | Племінниця Вібії Сабіни. Померла до смерті чоловіка. посилання= Обожнена.                                                                     |
|         | Фаустіна Молодша Faustina Minor, Annia Galeria Faustina Minor                 | 125 / 130—175         | Марк Аврелій, згодом імператор            | 145-175     | 13 дітей, зокрема: Аннія Аврелія Галерія Фаустіна, Коммод, Луціллію, Анія Аврелія Фаділа, Квінт Корніфіцій, Марк Аній Вер Цезар, Вібія Аврелія Сабіна | Дочка імператора Антоніна Пія і Фаустіни Старшої. Померла до смерті чоловіка. посилання= Обожнена.                                            |
|         | Луціллію Annia Aurelia Galeria Lucilla                                        | 148 / 150—182         | Луцій Вер, згодом імператор-співправитель | 164-169     | Аврелія Луціллія, Луцій Вер, Плавція — всі померли рано                                                                                               | Дочка Марка Аврелія. Овдовіла після смерті чоловіка, потім видана в шлюб 2-й раз. Заслана своїм братом імператором Коммодом і потім страчена. |
|         | Бруттія Криспіна Bruttia Crispina                                             | 164-191?              | Коммод                                    | 178         | немає | Вигнана і померла. |

### 2-е міжцарів'я
| Портрет | Ім'я                             | Роки життя | Чоловік-імператор             | Дати шлюбу | Діти                               | Примітка                                            |
| ------- | -------------------------------- | ---------- | ----------------------------- | ---------- | ---------------------------------- | --------------------------------------------------- |
|         | Флавія Тіціана Flavia Titiana    |            | Пертінакс, згодом імператор   |            | Пертінакс Молодший, невідома дочка | Після повалення і вбивства чоловіка не постраждала. |
|         | Манлія Скантіла Manlia Scantilla |            | Дідій Юліан, згодом імператор | ок. 150    | Дідія Клара                        | Пережила повалення і смерть чоловіка.               |

### Севери
| Портрет | Ім'я                                      | Роки життя          | Чоловік-імператор                    | Дати шлюбу        | Діти                          | Примітка |
| ------- | ----------------------------------------- | ------------------- | ------------------------------------ | ----------------- | ----------------------------- | --- |
|         | Пакція Марціана                           | пом. близ. 186      | Септимій Север (1)                   | ок. 175 — ок. 186 | за деякими джерелами, 2 дочки | Померла. |
|         | Юлія Домна Julia Domna                    | 170 / 193—217       | Септимій Север, згодом імператор (2) | 184 / 7-211       | Гета, Каракалла               | Одовіла після смерті чоловіка. Обожнена. |
|         | Фульвія Плавцілла Publia Fulvia Plautilla | близ. 185/189 — 212 | Каракалла                            | 202-212           | дочка (ім'я невідоме)         | Вигнана (розлучення?) з дитиною за життя Септимія Севера, після сходження Каракалли на престол за його наказом убита. |
|         | Нонія Цельза (?) Nonia Celsa              |                     | Макрін                               |                   | Діадумена                     | Особисте ім'я дружини короткочасного імператора згадується в єдиному джерелі, можливо, воно вигадане. |
|         | Юлія Корнелія Паула Julia Cornelia Paula  | 3 століття          | імператор Геліогабал (1)             | 219-220           | немає                         | Розлучення заради наступного шлюбу імператора. |
|         | Юлія Аквілія Севера Julia Aquilia Severa  | 3 століття          | імператор Геліогабал (2), (4)        | 220- (…) — 222    | немає (?)                     | Цтнотлива весталка, з якою Геліогабал одружився, порушивши закон. Пізніше дав їй розлучення, щоб одружитися з 3-ю дружиною, потім знову одружився з нею, оголосивши попереднє розлучення недійсним. Мабуть, залишалася з ним до його загибелі. |
|         | Аннія Фаустіна Annia Faustina             | ок. 201 — після 222 | імператор Геліогабал (3)             | 221               | немає                         | 2-й шлюб, попередній чоловік страчений за наказом Геліогабала, який заради цього шлюбу розлучився з попередньою дружиною. Після розлучення повернулася в свій маєток, де померла.                                                              |
|         | Саллюстія Орбіана Sallustia Orbiana       | розум. в 227        | Олександр Север                      | 226-227           | немає                         | Через підступи свекрухи відправлена на заслання, де і померла. |

## Криза III століття

### Солдатські імператриці
| Портрет | Ім'я                                                 | Роки життя            | Чоловік-імператор                    | Дати шлюбу        | Діти                                   | Примітка |
| ------- | ---------------------------------------------------- | --------------------- | ------------------------------------ | ----------------- | -------------------------------------- | --- |
|         | Цецилія Пауліна Caecilia Paulina                     | пом. 235/236          | Максимін I Фракієц, згодом імператор |                   | Максимин Молодший                      | Померла. Обожнена своїм чоловіком. |
|         | Фабія Орестілла (?)                                  | розум. до 238         | Гордіан I                            | 192 -?            | Гордіан II, Антонія Гордіана           | Рано померла. Ім'я згадується в єдиному джерелі, де її називають прапраонукою імператора Антоніна Пія. За сучасними припущеннями, Гордіан був одружений з безіменною жінкою, онукою філософа Ірода Аттичного. |
|         | Фурія Сабінія Транквіліна Furia Sabinia Tranquillina | близ. 225 — після 244 | імператор Гордіан III                | 241-244           | дочка Фурія (?)                        | Овдовіла після смерті чоловіка. |
|         | Марція Отацілія Севера Marcia Otacilia Severa        |                       | Філіп I Араб, згодом імператор       | 234-249           | Філіп Молодший, Юлія Севера (Северина) | Пережила загибель чоловіка і повалення і вбивство сина. |
|         | Геренія Етрусцилла Herennia Etruscilla               | III століття          | Децій Траян, згодом імператор        | до 230—251        | Гостіліан, Геренній Етруск             | Доля після поразки чоловіка і сина невідома. |
|         | Афінія Геміна Бебіана Afinia Gemina Baebiana         |                       | Требоніан Галл                       |                   | Гай Вібій Волузіан, Вібія Галла        | Інформації немає. |
|         | Корнелія Супера Cornelia Supera                      |                       | Еміліан                              |                   |                                        | Інформації, крім монет, немає. |
|         | Егнація Марініана (?) Egnatia Mariniana              | пом. до 253           | Валеріан I                           |                   | Галлієн                                | Ім'я дружини Валеріана з письмових джерел невідоме. Реконструюється за нумізматичним свідченнями. |
|         | Корнелія Салоніна Cornelia Salonina                  |                       | Галлієн, згодом імператор            | не пізніше 242 -? | Валеріан II, Салонін, Марініан         | Ймовірно, загинула невдовзі після смерті чоловіка. |
|         | Сульпіція Дріантілла Sulpicia Dryantilla             | пом. 260              | узурпатор Регаліан                   |                   |                                        | Можливо, загинула разом з чоловіком. |

### Іллірійські імператорки
| Портрет | Ім'я                           | Роки життя | Чоловік-імператор          | Дати шлюбу | Діти          | Примітка                                       |
| ------- | ------------------------------ | ---------- | -------------------------- | ---------- | ------------- | ---------------------------------------------- |
|         | Ульпія Северина Ulpia Severina | 3 століття | Авреліан, згодом імператор |            |               | Овдовіла після смерті чоловіка                 |
|         | Маґнія Урбіка Magnia Urbica    |            | Карін, згодом імператор    | з 280-х    | Нігрініан (?) | Після смерті чоловіка віддана анафемі пам'яті. |

## Домінат

### Тетрархія
| Портрет | Ім'я                                                                    | Роки життя            | Чоловік-імператор                     | Дати шлюбу                            | діти                                                                                               | Примітка |
| ------- | ----------------------------------------------------------------------- | --------------------- | ------------------------------------- | ------------------------------------- | -------------------------------------------------------------------------------------------------- | --- |
|         | Приска Prisca                                                           |                       | імператор Діоклетіан                  | пом. 315                              | Галерія Валерія                                                                                    | Пережила чоловіка. Християнка, за що і постраждала.                                                                                           |
|         | Євтропія Eutropia                                                       | пом. після 325        | Максиміан, згодом імператор           | раніше 283-                           | Максенцій, Флавія Максима Фауста ; від 1-го шлюбу (?): Флавія Максиміана Феодора                   | 2-й шлюб. |
|         | Флавія Юлія Олена Августа </br> (Свята Олена) </br> Flavia Iulia Helena | близ. 250—330 рр.     | Констанцій I Хлор </br> (1)           | Початок 270-х років. Розійшлися в 293 | Костянтин I Великий                                                                                | Невідомо, чи був укладений шлюб, або була його конкубіною.                                                                                    |
|         | Флавія Максиміана Феодора Flavia Maximiana Theodora                     |                       | імператор Констанцій I Хлор (2)       | 293-                                  | Далмацій Старший, Юлій Констанцій, Аннібаліан Старший, Анастасія, Флавія Юлія Констанція, Євтропія | Дочка Євтропії, падчерки імператора Максиміана                                                                                                |
|         | ім'я невідоме                                                           |                       | Галерій (1)                           |                                       | Кандідіан                                                                                          | Розлучення за бажанням імператора Діоклетіана, який бажав одружити його зі своєю дочкою.                                                      |
|         | Галерія Валерія Galeria Valeria                                         |                       | Галерій, згодом імператор (2)         | 293-311                               | Валерія Максимілла                                                                                 | Дочка імператора Діоклетіана і Пріски. Овдовіла після смерті чоловіка. Страчена Ліцинієм.                                                     |
|         | Валерія Максимілла Valeria Maximilla                                    | активна в 293—312 рр. | узурпатор Максенцій, згодом імператор | близ. 293—312                         | Валерій Ромул, Аврелій Валерій (? помер в дитинстві)                                               | Дочка імператора Галерія від першої (безіменної) дружини. Доля після смерті чоловіка невідома                                                 |
|         | Флавія Юлія Констанція                                                  | після 293—330         | імператор Ліциній                     | 313-325                               | Ліциній II                                                                                         | Дочка імператора Констанція I і Флавії Максиміан Феодори. Залишилася вдовою після страти чоловіка її братом імператором Костянтином. Аріанка. |

### Династія Костянтина
| Портрет         | Ім'я                                                | Роки життя            | Чоловік-імператор                 | Дати шлюбу      | Діти                                                                                 | Примітка |
| --------------- | --------------------------------------------------- | --------------------- | --------------------------------- | --------------- | ------------------------------------------------------------------------------------ | --- |
|                 | Мінервіна Minervina                                 |                       | імператор Костянтин I Великий (1) | 303-307 (?)     | Крисп                                                                                | Невідомо, Конкубіна або дружина. Залишена з політичних міркувань заради наступного шлюбу.                           |
|                 | Флавія Максима Фауста Flavia Maxima Fausta          | 289/290 — 326         | Костянтин I Великий (2)           | 307             | Костянтина, Крисп, Костянтин II, Констанцій II, Констант                             | Дочка імператора Максиміана і Євтропії                                                                              |
|                 | Олена                                               |                       | Крисп                             | 322-            | син, ім'я невідоме                                                                   | |
|                 | ім'я невідоме, дочка Юлія Констанція                | ум. близ. 352/3       | Констанцій II (1)                 | 335             |                                                                                      | Померла. Сестра Констанція Галла                                                                                    |
|                 | Флавія Аврелія Євсевія </br> Flavia Aurelia Eusebia | ум. 360 (?)           | Констанцій II (2)                 | 353-360 (?)     |                                                                                      | Померла. |
|                 | Фаустіна                                            | близ. 340 — після 366 | Констанцій II (3)                 | 361             | Флавія Максима Фаустіна Констанція                                                   | Коли Констанцій помер, була ще вагітна їх дочкою Констанцією                                                        |
|                 | Костянтина                                          | близ. 318/319 — 354   | Ганнібаліан Молодший              | 335-337         |                                                                                      | 1-й шлюб. Дочка імператора Костянтина Великого і Фауста. Після смерті чоловіка овдовіла, потім видана в шлюб вдруге |
| Констанцій Галл | Костянтина                                          | близ. 318/319 — 354   |                                   | безіменна дочка | 2-й шлюб. Дочка імператора Костянтина Великого і Фауста. Померла раніше за чоловіка. | |
|                 | Юстина Justina                                      | близ. 340 — близ. 391 | узурпатор Магненцій               |                 | немає                                                                                | 1-й шлюб. Овдовіла після смерті чоловіка                                                                            |
|                 | Олена                                               | ум. 360               | Юліан II Відступник               | 360-363         |                                                                                      | Дочка імператора Костянтина I і Фауста.                                                                             |
|                 | Харіто                                              |                       | Іовіан                            |                 | Варроніан, ім'я другого сина невідомо.                                               | Овдовіла після смерті чоловіка.                                                                                     |

### Династія Валентиніана-Феодосія
| Портрет | Ім'я                                                        | Роки життя            | Чоловік-імператор                   | Дати шлюбу                 | Діти                                      | Примітка                                                                             |
| ------- | ----------------------------------------------------------- | --------------------- | ----------------------------------- | -------------------------- | ----------------------------------------- | ------------------------------------------------------------------------------------ |
|         | Марина Севера                                               | ум. до 375 року       | Валентиніан I, згодом імператор (1) | до 359—370                 | Граціан                                   | Розлучення, можливо, заради наступного одруження                                     |
|         | Юстіна Justina                                              | близ. 340 — близ. 391 | імператор Валентиніан I (2)         | близ. 370—375              | Валентиніан II, Галла, Юста, Грата        | 2-й шлюб (в 1-му — з узурпатором Магненцій, см вище). Овдовіла після смерті чоловіка |
|         | Альбія Домніка                                              | 4 століття            | Валент II, згодом імператор         | ? — 378                    | Анастасія, Кароза, Валентиніан Галат      | Овдовіла після смерті чоловіка                                                       |
|         | Флавія Максима Фаустіна Констанція Flavia Maxima Constantia | 361/362 — 383         | Граціан (1)                         | до 374—383                 | немає                                     | Дочка Констанція II і Фаустіни. Померла.                                             |
|         | Лета Laeta                                                  | 4 століття            | Граціан (2)                         | 383                        | немає                                     | Овдовіла після смерті чоловіка                                                       |
|         | Олена за легендою — св. Олена з Кернарфон                   |                       | магн Максим                         |                            | Флавій Віктор, 2 дочки                    |                                                                                      |
|         | Свята Елія Флавія Флацілла Aelia Flavia Flacilla            | 375 / 376—386         | Феодосій I Великий (1)              | 387-386, імператриця з 378 | Флавій Аркадій, Флавій Гонорій, Пульхерія | Померла.                                                                             |
|         | Флавія Галла                                                | ум. 394               | Феодосій I Великий (2)              | 387-394, імператриця з 387 | Галла Плацидія, Граціан, Іоанн            | Померла. Дочка імператора Валентиніана I і Юстини                                    |

### Західна Римська імперія
| Портрет         | Ім'я                                 | Роки життя               | Чоловік-імператор                  | Дати шлюбу                         | діти | Примітка                                                                                                |
| --------------- | ------------------------------------ | ------------------------ | ---------------------------------- | ---------------------------------- | --- | --- |
|                 | Марія Maria                          | пом. 407                 | Флавій Гонорій (1)                 | 398-407                            | немає | |
|                 | Терманція </br> Thermantia           | пом. 415                 | Флавій Гонорій (2)                 | 408-415                            | немає | Сестра попередньої дружини Гонорія, дочка Стиліхона. Після падіння Стиліхона чоловік дав їй розлучення. |
|                 | Галла Плацидія Galla Placidia        | 392 — 450                | Констанцій III                     | 417-422                            | Валентиніан III, Юста Грата Гонорія                                                                             | Дочка імператора Феодосія I і Галли. 2-й шлюб. Після смерті чоловіка овдовіла                           |
|                 | Ліцінія Євдоксія Licinia Eudoxia     | 422-462                  | Валентиніан III                    | 437-455                            | Євдоксія, Плацидія                                                                                              | Дочка імператора Феодосія II і Євдокії. 1-й шлюб. Овдовіла.                                             |
| Петроній Максим | Ліцінія Євдоксія Licinia Eudoxia     | 422-462                  | 455                                |                                    | 2-й шлюб. Після вбивства Валентиніана III Петроній Максим примусив до шлюбу з собою його вдову і захопив владу. | |
|                 | Марція Евфемія Aelia Marcia Euphemia | близько. 430 — після 472 | Прокопій Антемій, згодом імператор | близько 453—472, імператриця з 467 | Аліпія, Антеміол, Маркіян, Ромул, Прокопій Антемій                                                              | Дочка східно-римського імператора Маркіяна. Доля після загибелі чоловіка невідома                       |
|                 | Плацидія Placidia                    | 439 / 443—480            | Олібрій, згодом імператор          | 454 / 455—472, імператриця з 472   | Аніція Юліана                                                                                                   | Дочка імператора Валентиніана III і Ліцинії Євдоксії                                                    |
|                 | ім'я невідоме                        |                          | Юлій Непот                         | ? -480, імператриця з 474          | | Племінниця східно-римського імператора Лева I.                                                          |